# Farkosbékafélék
A farkosbékafélék (Ascaphidae) a kétéltűek (Amphibia) osztályába és  a békák (Anura) rendjébe tartozó  család.
Az egyedüli békafajok, amelyek teste kifejlett korukban is farokban, helyesebben farokszerű függelékben végződik. Fejérváry Géza sorolta őket először önálló családba, a korábbi rendszerezések szerint a korongnyelvűbéka-félék közé tartoztak. Észak-Amerikában élnek.

## Rendszerezés
A családba az alábbi 1 nem és 2 faj tartozik:
- Ascaphus (Stejneger, 1899) – 2 faj
  - hegyi farkosbéka (Ascaphus montanus)
  - farkosbéka (Ascaphus truei)